# Felipe de Marigny
Felipe de Marigny fue un prelado francés de la Edad Media, arzobispo de Sens, que se distinguió por presidir el juicio de los Caballeros Templarios en tiempos de Felipe IV de Francia y que supuso la condena de 54 templarios bajo los cargos de herejía y reincidencia, siendo quemados vivos por haberse prestado a defender la Orden.
Felipe de Marigny, sucesor de Guido II, obispo de Cambrai, el cual había condenado El espejo de las almas simples escrito por Margarita Porete haciéndolo quemar en la plaza pública de Valenciennes y amenazando con la excomunión a quien lo leyera, continuó con la acusación; por disposición del inquisidor general del reino de Francia, el dominico Guillermo de París, Confesor del rey Felipe el Hermoso. Esta acusación hizo que Margarita Porete fuera encarcelada durante un año en París y quemada en 1310 en la plaza de Grève, ante una multitud predispuesta a su favor por su actitud decidida ante la hoguera.

## La familia
Hijo del matrimonio Philippe Le Portier de Marigny señor de Ecouis y  su segunda esposa Perronnelle de Bois-Gauthier, fue hermanastro de Enguerrand de Marigny, a quien debió sus primeras sedes episcopales y  de  Juan de Marigny, arzobispo de Rouen.

## Biografía
Felipe de Marigny, fue arzobispo de Sens (1310-1316), primado de las Galias y de Germania, y Obispo de Cambrai (1306-1309). Fue secretario y miembro del consejo privado del rey Felipe IV de Francia antes de entrar en las órdenes eclesiales. En 1306 fue nombrado obispo de Cambrai hasta junio de 1309, siendo nombrado por  Felipe IV de Francia arzobispo de Sens, si bien espero hasta abril de 1310 para obtener el reconocimiento del Papa Clemente V.
Como arzobispo de Sens, del cual dependía el obispado de París,el 12 de mayo de 1310 dio orden de ejecución frente a la Abadía de San Antonio de París, de 54 hermanos templarios  considerados relapsos con acusaciones de sodomía, herejía y reincidencia. Según recoge el cronista Guillaume de Nangis,  ni uno de ellos reconoció ninguno de los crímenes de los que se les imputaba.
Los altos dignatarios de la orden pasaron ante una comisión apostólica de la que él fue parte y que condenó a Jacques de Molay a ser  quemado en la hoguera el 18 de marzo de 1314.
Falleció en 1315 siendo enterrado en la iglesia del convento de Saint-Laurent-en-Lyons.